# Wohnsiedlung Paradies
Die Wohnsiedlung Paradies ist eine kommunale Wohnsiedlung der Stadt Zürich in der Nähe der Autobahn A3 in Wollishofen. 

## Geschichte
Die Siedlung war 1972 bezugsbereit. Sie erfreute sich trotz der Nähe zur Autobahn grosser Beliebtheit. Nach vierzig Jahren Nutzung entsprachen die Wohnungen nicht mehr dem erwarteten Standard und musste die Gebäudehülle energietechnisch saniert werden. Bei der Sanierung, die von 2015 bis 2017 stattfand, wurde der Anteil von Wohnungen für Familien mit Kindern erhöht, indem kleinere Wohnung zusammengelegt wurden.

## Bauwerk
Die Siedlung besteht aus 14 Mehrfamilienhäusern mit Flachdach, die in fünf Häusergruppen um einen Innenhof mit Spielplatz angeordnet sind. Die Häuser haben vier bis acht Geschosse. In ihnen sind 194 Wohnungen untergebracht, wobei die Wohnungen mit 3 ½ und 4 ½ Zimmern den grössten Anteil ausmachen.